# George Edward Post
George Edward Post, né le 17 décembre 1838 à New York et mort le 1er avril 1909 en Syrie (actuel Liban), dans l'Empire ottoman, est un médecin et botaniste américain qui s'intéressa à la flore du Moyen-Orient.

## Biographie
Il écrivit la première version de la flore du Moyen-Orient, en 1896, pendant qu'il était professeur de chirurgie et missionnaire presbytérien au collège protestant de Syrie, situé à Beyrouth (actuel Liban). C'est aujourd'hui l'université américaine de Beyrouth. Ses collections personnelles, ainsi que celles obtenues par échange, font partie maintenant de l'herbier de l'UAB de Beyrouth.
Le Dr Post fut un écrivain prolifique dans le domaine de l'histoire naturelle, de la médecine et de la théologie. Il décrivit 221 taxons dans Plantæ Postianæ, série de publications qui parurent à partir de numéro V dans le Bulletin de l'Herbier Boissier, sauf une dans le journal de la Linnean Society of London (Linnean Society Journal).

## Hommages
- (Asteraceae) Postia Boiss. & Blanche[3]

## Quelques publications
- 1878. The botanical geography of Syria and Palestine. 50 pp.
- 1885. Notes on the meteorology of Syria and Palestine: conférence prononcée devant le Victoria Institute ou Philosophical Soc. of Great Britain. 12 pp.
- 1888. The botanical geography of Syria and Palestine. 46 pp.
- 1888b. Diagnoses Plantarum Novarum Orientalium. Journ Linn Soc Bot 24: 419-441
- 1890. Plantae Postianae I. 14 pp. Lausanne
- 1891. Plantae Postianae II. 23 pp. Lausanne
- 1892. Plantae Postianae III. 19 pp. Lausanne
- 1892b. Plantae Postianae IV. 12 pp. Lausanne
- 1893. George Edward Post et Eugène Autran. Plantae Postianae V. 18 pp. Bull. Herb. Boiss. 1: 1-18
- 1893b. George Edward Post et Eugène Autran. Plantae Postianae VI. 19 pp. Bull. Herb.Boiss. 1: 393-411
- 1895. George Edward Post et Eugène Autran. Plantae Postianae VII. 18 pp. Bull. Herb. Boiss. 3: 150-167
- 1896. George Edward Post et Eugène Autran. Flora of Syria, Palestine and Sinai. A handbook of the flowering plants and ferns, native and naturalized from the Taurus to Ras Muhammad and from the Mediterranean Sea to the Syrian Desert. Beyrouth: Syrian Protestant College. 911 pp.
- 1897. George Edward Post et Eugène Autran. Plantae Postianae VIII. 7 pp. Bull. Herb. Boiss. 5: 755-761.
- 1899. George Edward Post et Eugène Autran. 1899. Plantae Postianae IX. 16 pp. Bull. Herb. Boiss. 8: 146-161
- 1900. Plantae Postianae X. 14 pp. Bull. Herb. Boiss. 18:89-102
- 1900b. Missionary and college work in the Holy Land. 16 pp.

## Source
- (es) Cet article est partiellement ou en totalité issu de l’article de Wikipédia en espagnol intitulé « George Edward Post » (voir la liste des auteurs).